# Saint-Andéol (Drôme)
Saint-Andéol é uma comuna francesa na região administrativa de Auvérnia-Ródano-Alpes, no departamento de Drôme. Estende-se por uma área de 13,37 km². Em 2010 a comuna tinha 85 habitantes (densidade: 6,4 hab./km²).